# Jorge Eduardo Navarrete López
Jorge Eduardo Navarrete López (* 29. April 1940 in Mexiko-Stadt) ist mexikanischer Wirtschaftswissenschaftler und ehemaliger Botschafter.

## Leben
Jorge Eduardo Navarrete López ist Bachelor der Wirtschaftswissenschaft der Universidad Nacional Autónoma de México.
Der Titel seiner Diplomarbeit war “Desequilibrio y dependencia: el sector externo de la economía en México en los años sesenta”.
(Ungleichgewicht und Abhängigkeit des auswärtigen Sektors in der mexikanischen Wirtschaft in den 1970ern.)
Er war als Botschafter bei zahlreichen Regierungen akkreditiert, unter anderen in Venezuela, Deutschland, den Vereinten Nationen, China, Chile, Brasilien, Österreich und Jugoslawien.
In der Secretaría de Relaciones Exteriores war er Staatssekretär für Politik, Entwicklung der Energiewirtschaft. Er forscht am Centro de Investigaciones Interdisciplinarias en Ciencias y Humanidades der UNAM und dem Zentrum für China-Studien Mexiko.
Seit 2019 bis voraussichtlich Dezember 2026 gehört er dem Verwaltungsrat des „Instituto para la Protección al Ahorro Bancario“ (IPAB) an, einer mexikanischen Institution zum Schutz von Bankspareinlagen.